# Museo nacional de Haití
El Museo nacional de Haití (en francés: Musée National d'Haïti) en Puerto Príncipe, Haití, fue terminado en 1938. Se encuentra ubicado en la Ruta Nacional N º 1 en el barrio de Montrouis. No se debe confundir con el Museo del Panteón nacional Haitiano (construido en 1983), que se encuentra cruzando la calle desde el Palacio Nacional.
El Museo Nacional alberga información y los artefactos que desarrollan la historia de Haití, desde la época de los indios arawak y tainos hasta la década de 1940. Hay murales que muestran el tratamiento de los indios por parte de los españoles y el trato a los esclavos africanos por parte de los franceses más tarde. También hay objetos relacionados con los emperadores de Haití, incluyendo la pistola con la que supuestamente el rey Henri Christophe se suicidó.